# Lega Nazionale B 1999 (football americano)
La Lega Nazionale B 1999 è stata la 12ª edizione del campionato di football americano di secondo livello, organizzato dalla SAFV.

## Squadre partecipanti
| Club             | Città   | Stadio | Sponsor ufficiale | Risultato nella stagione 1998 |
| ---------------- | ------- | ------ | ----------------- | ----------------------------- |
| Bern Grizzlies   | Berna   |        |                   | Sesto posto in LNA            |
| Geneva Seahawks  | Ginevra |        |                   | Secondo posto                 |
| Lausanne Sharks  | Losanna |        |                   | Quarto posto                  |
| Wolfpack Riviéra | Vevey   |        |                   | Campioni LNC                  |

## Stagione regolare

### Calendario

#### 1ª giornata
| 11 aprile 1999 | Bern Grizzlies | 6 – 7 | Lausanne Sharks |  |

| 11 aprile 1999 | Geneva Seahawks | 48 – 0 | Wolfpack Riviéra |  |

#### 2ª giornata
| 18 aprile 1999 | Geneva Seahawks | 31 – 3 | Bern Grizzlies |  |

#### 3ª giornata
| 25 aprile 1999 | Bern Grizzlies | 41 – 6 | Wolfpack Riviéra |  |

| 25 aprile 1999 | Geneva Seahawks | 21 – 6 | Lausanne Sharks |  |

#### 4ª giornata
| 2 maggio 1999 | Lausanne Sharks | 7 – 24 | Geneva Seahawks |  |

#### 5ª giornata
| 9 maggio 1999 | Lausanne Sharks | 14 – 12 | Bern Grizzlies |  |

| 9 maggio 1999 | Wolfpack Riviéra | 0 – 50 | Geneva Seahawks |  |

#### 6ª giornata
| 16 maggio 1999 | Lausanne Sharks | 47 – 6 | Wolfpack Riviéra |  |

#### 7ª giornata
| 30 maggio 1999 | Wolfpack Riviéra | 0 – 48 | Bern Grizzlies |  |

#### 8ª giornata
| 6 giugno 1999 | Wolfpack Riviéra | 0 – 48 | Lausanne Sharks |  |

| 6 giugno 1999 | Bern Grizzlies | 14 – 41 | Geneva Seahawks |  |

#### 9ª giornata
| 13 giugno 1999 | Bern Grizzlies | 61 – 16 | Lausanne Sharks |  |

#### 10ª giornata
| 20 giugno 1999 | Lausanne Sharks | 10 – 39 | Bern Grizzlies |  |

| 20 giugno 1999 | Wolfpack Riviéra | 0 – 42 | Geneva Seahawks |  |

### Classifica
La classifica della regular season è la seguente:
- PCT = percentuale di vittorie, G = partite giocate, V = partite vinte, P = partite perse, PF = punti fatti, PS = punti subiti
- La squadra promossa è indicata in verde

| Pos. | Squadra          | PCT   | G | V | P | PF  | PS  |
| ---- | ---------------- | ----- | - | - | - | --- | --- |
| 1    | Geneva Seahawks  | 1.000 | 7 | 7 | 0 | 257 | 30  |
| 2    | Bern Grizzlies   | .500  | 8 | 4 | 4 | 224 | 125 |
| 3    | Lausanne Sharks  | .500  | 8 | 4 | 4 | 155 | 169 |
| 4    | Wolfpack Riviéra | .000  | 7 | 0 | 7 | 12  | 324 |

## Playoff

### Tabellone
|  | Semifinali LNB-LNC | Semifinali LNB-LNC  | Semifinali LNB-LNC  | Semifinali LNB-LNC | Semifinali LNB-LNC |  |  | V Finale LNB | V Finale LNB    | V Finale LNB |  |
|  |                    |                     |                     |                    |                    |  |  |              |                 |              |  |
|  | 1B                 | Geneva Seahawks     | Geneva Seahawks     | 34                 | 12                 |  |  |              |                 |              |  |
|  | 2C                 | Winterthur Warriors | Winterthur Warriors | 14                 | 0                  |  |  | 1            | Geneva Seahawks | 17           |  |
|  | 1C                 | Olten River Rats    | Olten River Rats    | 0                  | 6                  |  |  | 3            | Bern Grizzlies  | 16           |  |
|  | 2B                 | Bern Grizzlies      | Bern Grizzlies      | 47                 | 43                 |  |  |              |                 |              |  |

### Semifinali LNB-LNC

#### Andata
| 22 agosto 1999 | Olten River Rats | 0 – 47 | Bern Grizzlies |  |

| 22 agosto 1999 | Geneva Seahawks | 34 – 14 | Winterthur Warriors |  |

#### Ritorno
| 29 agosto 1999 | Winterthur Warriors | 0 – 12 | Geneva Seahawks |  |

| 5 settembre 1999 | Bern Grizzlies | 43 – 6 | Olten River Rats |  |

### V Finale LNB
| 12 settembre 1999 | Geneva Seahawks | 17 – 16 | Bern Grizzlies |  |

## Verdetti
- Geneva Seahawks promossi in Lega Nazionale A